# Picrostigeus pumilus
Picrostigeus pumilus là một loài tò vò trong họ Ichneumonidae.